# Fattore di potenza
In ingegneria elettrica, il fattore di potenza di un sistema elettrico a corrente alternata è il rapporto fra potenza attiva e potenza apparente. In un sistema con carichi lineari, il suo valore coincide con il coseno dell'angolo di sfasamento compreso tra i vettori tensione e corrente. È un numero adimensionale nell'intervallo chiuso tra -1 e 1.
La potenza attiva è la capacità di un circuito di fornire un lavoro meccanico nell'unità di tempo t, ed è pari al prodotto scalare tra i vettori tensione (V) e corrente (I); la potenza apparente è il prodotto algebrico della tensione e della corrente circolanti in un circuito nell'istante t, preso in valore assoluto, in modulo, e rappresenta la potenza elettrica effettivamente circolante.
In generale, la potenza apparente è maggiore della potenza attiva e la potenza attiva coincide con la potenza apparente solo quando il vettore corrente elettrica è concorde col vettore tensione elettrica, il che accade unicamente nel circuito ideale che contiene unicamente elementi dissipativi ideali detti resistori. Questo si verifica nei circuiti elettrici reali di piccola lunghezza (fino a 100 m) in cui sono presenti solo resistenze elettriche, fatte le dovute approssimazioni, ovvero con piccoli scostamenti tra i valori di corrente attesi (teorici) e quelli misurati (reali) alle varie tensioni applicate. In tutti i casi reali differenti da questo, il vettore corrente che fluisce nel circuito non è in fase con il vettore tensione che l'ha generata per la presenza di fenomeni fisici riferibili alla capacità e all'induttanza.
Va ricordato che la sollecitazione applicata al circuito, ovvero la tensione, è una grandezza alternata, rappresentabile come una generica grandezza sinusoidale, oscillante tra due valori, il massimo positivo e negativo, passante per zero, con frequenza costante, ovvero che si ripete con un periodo, un intervallo temporale, costante. Questo significa che le correnti generate sono variabili con la stessa frequenza della tensione (se nel circuito ci sono solo carichi lineari), ma a causa degli effetti induttivi e capacitivi i massimi, i minimi e gli zeri della corrente non sono contemporanei con i corrispettivi valori assunti dal vettore tensione in ciascun periodo: la corrente risulta "non in fase" ovvero sfasata in anticipo o in ritardo sulla tensione che l'ha generata. In altre parole, a causa del fatto che la potenza elettrica (e il flusso di energia) è immagazzinata in elementi del circuito reale quali induttori e condensatori elettrici, essa è restituita sfasata (in ritardo o in anticipo) nel tempo rispetto al vettore tensione del generatore: compaiono delle correnti non in fase con la tensione definite correnti reattive. In quasi tutti i circuiti reali, la corrente è in ritardo rispetto alla tensione e la potenza apparente risulta quasi sempre maggiore della potenza attiva.
È importante considerare che nei circuiti reali la potenza attiva, quella che si trasforma tutta in potenza meccanica utile, è in realtà minore rispetto alla potenza apparente effettivamente circolante, dunque le dissipazioni del circuito (effetto termico per attrito del flusso di cariche attraverso il mezzo conduttore) proporzionali alla resistenza R (espressa dalla prima legge di Ohm) sono proporzionali alla potenza apparente: è utile ed opportuno ridurre queste perdite ovvero ridurre al minimo la componente della corrente non in fase con la tensione e questo si fa mediante l'aggiunta di un opportuno carico di rifasamento.
In definitiva la grandezza elettrica fattore di potenza è utilizzata per dimensionare le due componenti attiva e reattiva in cui si può immaginare di scomporre il vettore potenza Apparente su un piano cartesiano ovvero in termini di seno e coseno, e si pone:
{\displaystyle FP{\text{ (fattore di potenza)}}={\frac {P_{\text{att}}}{P_{\text{app}}}}={\frac {VI\;\cos \varphi }{VI}}=\cos \varphi }
con φ è indicato l'angolo di sfasamento, compreso tra il vettore tensione (V) e il vettore corrente (I).
Per convenzione (coerente con i fenomeni fisici di capacità ed induttanza) si pone la tensione sull'asse x, la corrente reattiva capacitiva sull'asse positivo delle y e la corrente reattiva induttiva sull'asse negativo delle y.
Ipotizzando per convenzione il verso antiorario di rotazione dei vettori sull'asse x, la corrente reattiva capacitiva è in anticipo rispetto alla tensione quindi la corrente reattiva induttiva in ritardo, con angolo di sfasamento φ = ± 90° = ± π/2 .
Il valore negativo del fattore di potenza si ha quando il dispositivo definito carico, ovvero utenza, genera potenza: in questo caso, la potenza fluisce dal circuito alla sorgente, al generatore, e il circuito stesso è considerato un generatore di energia.
Se il circuito contiene uno o più carichi non-lineari (generalmente circuiti elettronici) si osserva anche una distorsione della forma d'onda della corrente: alla frequenza della tensione applicata, definita frequenza fondamentale (ad esempio 50 Hz in Europa) si aggiungono correnti con frequenze multiple della fondamentale dette di armonica superiore (ad esempio di terza armonica: 150 Hz, di quinta armonica: 250 Hz, di settima armonica: 350 Hz e così via).

## Carichi lineari
Nei carichi lineari, il valore del fattore di potenza può essere calcolato con il coseno dell'angolo φ di sfasamento tra la corrente e la tensione in un sistema elettrico in corrente alternata. I carichi lineari sono costituiti di resistenze, capacità e induttanze.  Un motore elettrico o un tradizionale reattore magnetico per tubi fluorescenti sono carichi lineari, un motore con controllo elettronico della velocità o un moderno alimentatore elettronico per tubi fluorescenti sono carichi non lineari.

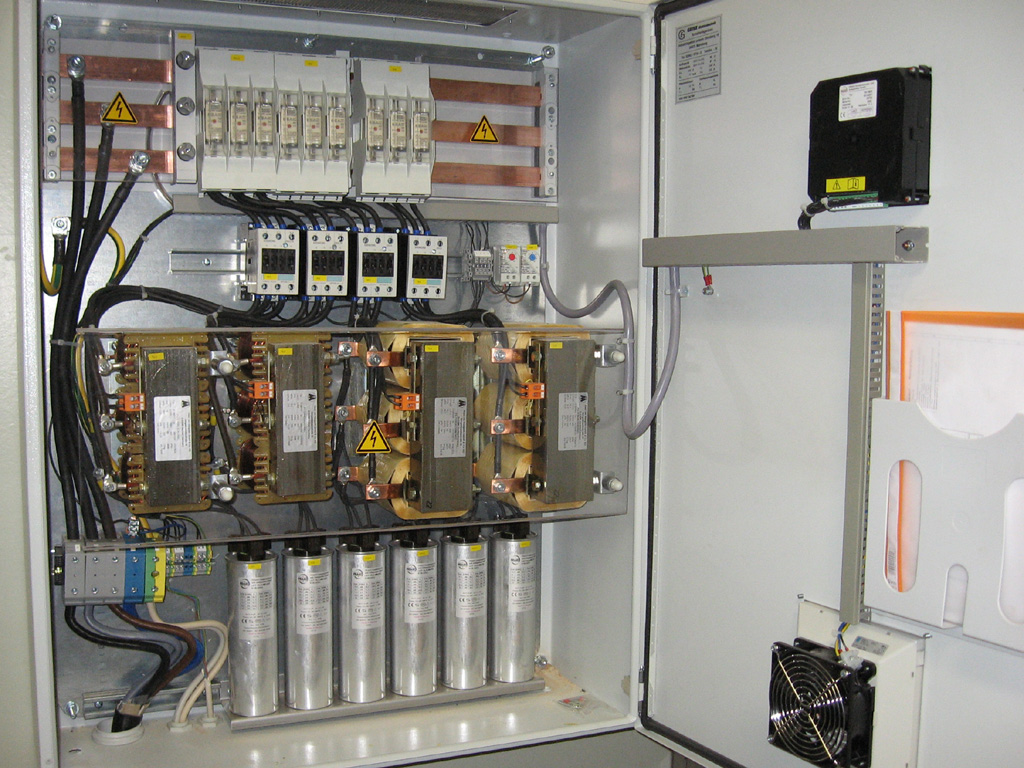
Rifasatore - Apparato per la correzione automatica dello sfasamento

In un sistema puramente resistivo (detto anche ohmico) lo sfasamento è nullo, per cui si ha cosφ = 1.
In un sistema di tipo induttivo reale, ovvero con componente induttiva non nulla (ad esempio un motore elettrico, un alimentatore per lampada fluorescente), l'angolo di sfasamento è compreso tra 0 e -π/2 (sfasamento in ritardo).
In un sistema con componente capacitiva lo sfasamento è compreso tra 0 e π/2 (sfasamento in anticipo).
Il valore del cosφ nei carichi lineari è pari al valore del fattore di potenza: un cosφ di valore unitario significa che la potenza apparente corrisponde alla potenza attiva e la potenza reattiva è nulla. Poiché la potenza reattiva è sempre indesiderata, un valore di cosφ è tanto più indesiderato quanto più si discosta da 1.
Poiché gli sfasamenti induttivi e capacitivi avvengono in direzioni opposte, combinando opportunamente i due componenti in un circuito si può fare in modo che il loro effetto si annulli reciprocamente, riportando il cosφ vicino a 1.
Quando si raggiunge tale obiettivo aggiungendo, nella quasi totalità dei casi, un condensatore opportunamente dimensionato in parallelo al carico, si parla di "rifasamento" del circuito.
Sui motori elettrici e gli altri carichi quasi esclusivamente induttivi usati in elettrotecnica, è quasi sempre indicato il valore di cosφ prodotto dalla macchina ed è comunque possibile rilevare tale valore tramite un cosfimetro, in modo tale che il progettista possa calcolare il valore di un eventuale condensatore da inserire per effettuare il cosiddetto rifasamento.
Spesso erroneamente si considerano il cosφ e il Fattore di Potenza la stessa cosa. In realtà, il cosφ rappresenta il fattore di potenza solo con carichi lineari. Con carichi non lineari, il fattore di potenza non può essere misurato dallo sfasamento fra tensione e corrente, ma bisogna calcolare l'integrale della potenza istantanea nel periodo e rapportarlo alla potenza apparente.